# Théâtre Nô d'Aix-en-Provence
Le Théâtre nō d'Aix-en-Provence est une scène nō située dans l'angle nord-ouest du Parc Saint-Mitre, à Aix-en-Provence, dans les Bouches-du-Rhône, région Provence-Alpes-Côte d'Azur, en France.
Il s'agit de l'unique exemplaire au monde d'un théâtre nô traditionnel en dehors du Japon.

## Historique

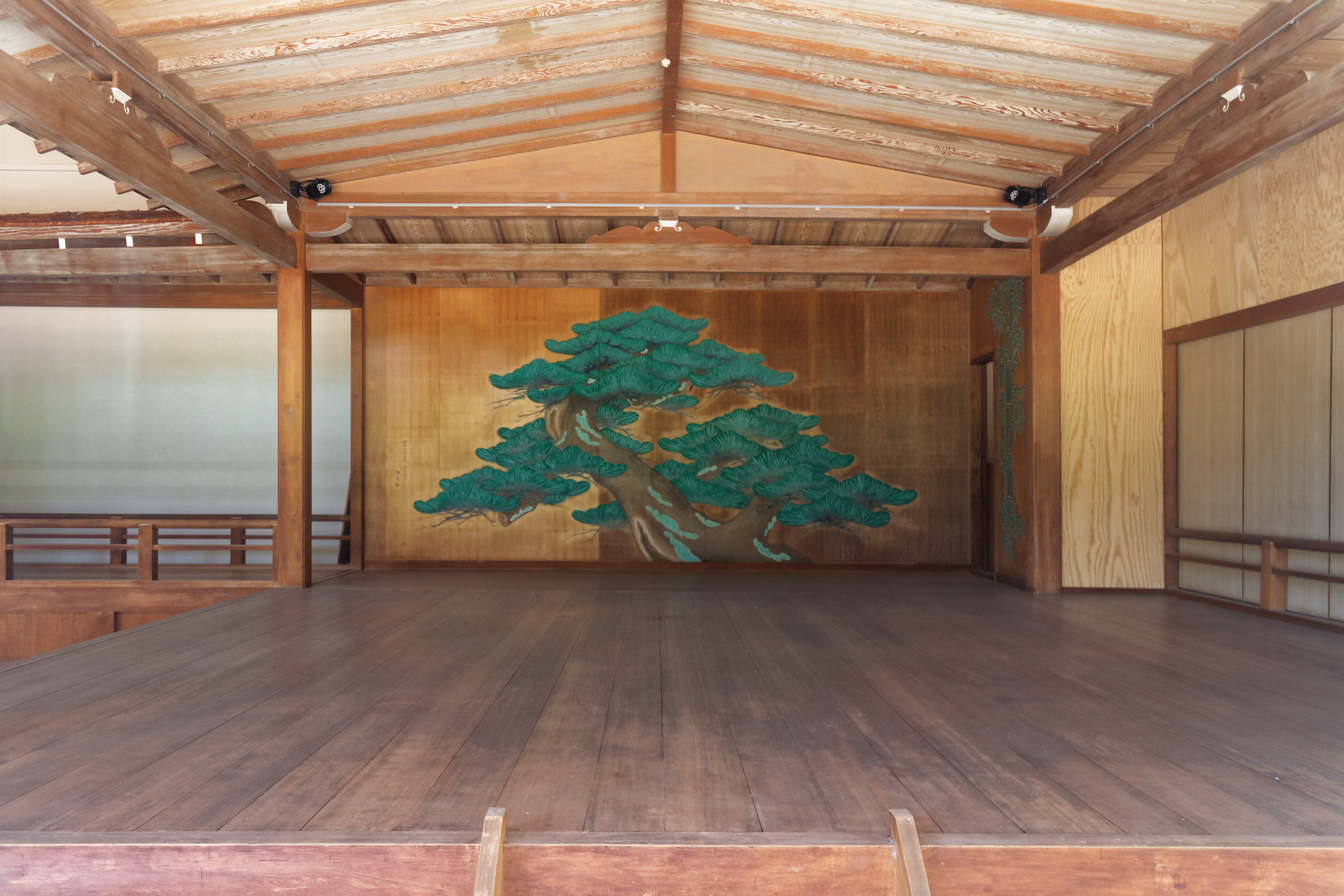
Scène (butaï) du théâtre (2018). Un pin est représenté en fond de scène.

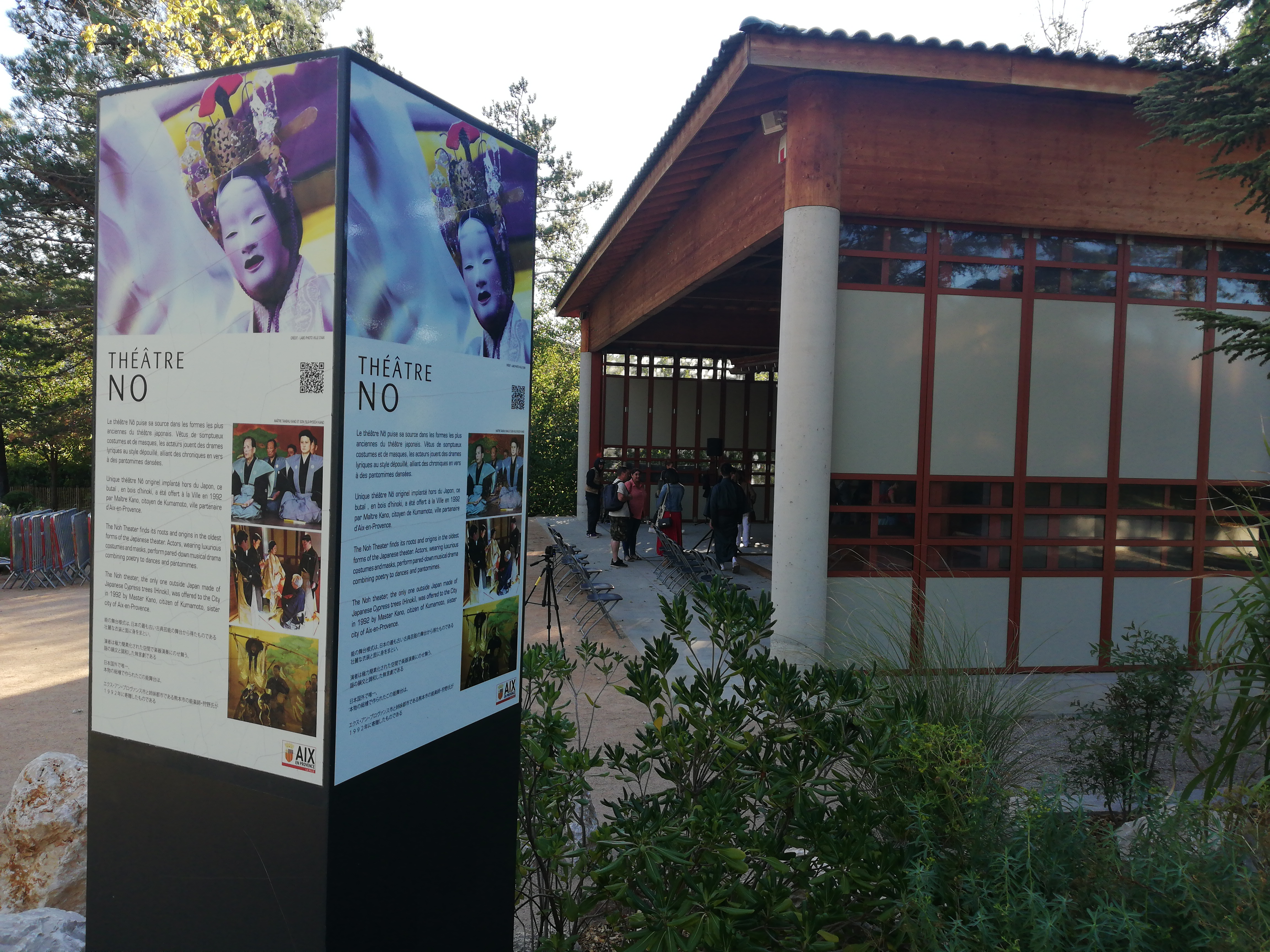
Théâtre Nô d'Aix-en-Provence, lors d'une représentation en 2022.

Ce théâtre, en bois de cyprès du Japon (hinoki), fut offert en 1992 à la ville d'Aix par la famille Kano, dynastie de l’art ancestral du Nô. Tanshū Kano est décédé en 2016; il était maître de Nô de l’école Kita et citoyen de la ville de Kumamoto. Kano était également Officier de l’ordre des Arts et des Lettres depuis 2009, puis Commandeur des Arts et des Lettres à titre posthume (2016). Il avait consacré sa vie à promouvoir cet art.
Cette scène était déjà utilisée traditionnellement à Kumamoto, avant sa donation. Ce don s'explique par la relation étroite et privilégiée que la municipalité d'Aix entretient avec la ville japonaise, grâce à un jumelage (officiellement depuis 2013).
Elle fut d'abord placée et inaugurée sur le parvis de l'école des Beaux-Arts d'Aix-en-Provence, rue Émile Tavan, en 1992.
Le théâtre fut ré-inauguré au Parc Saint-Mitre en 2015.
Compte-tenu de sa fragilité, le théâtre est protégé par une structure de bois et d’acier. Il n'est donc pas visible entièrement en dehors des manifestations.

## Environnement

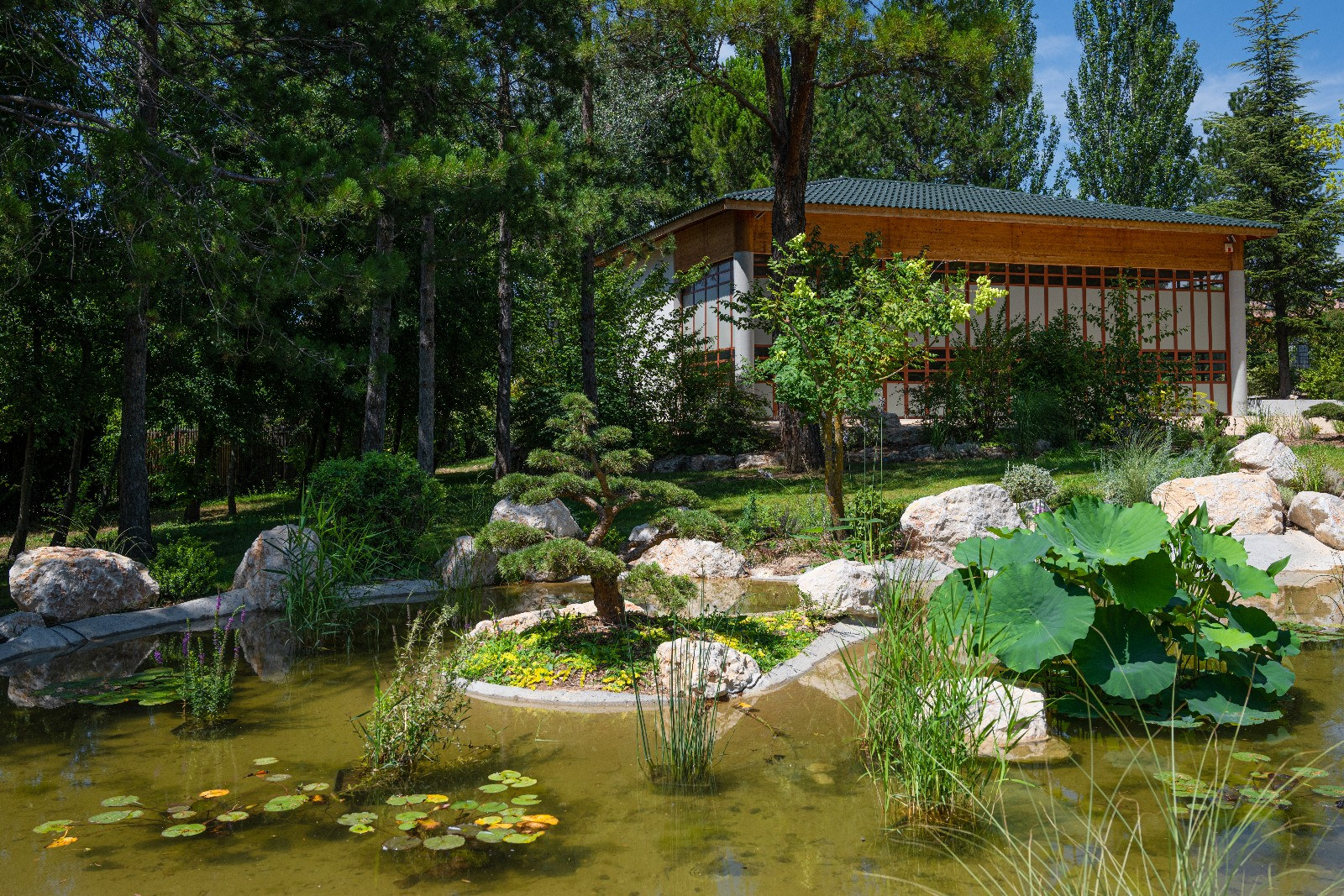
Jardin japonais du parc Saint-Mitre (2021)

Pour accueillir ce don précieux, un jardin japonais de 6 500 m² – conçu selon les codes japonais, avec des essences méditerranéennes – a été réalisé en 2021 grâce à la collaboration entre les deux villes partenaires au parc Saint-Mitre, tout autour du théâtre.
Cette partie du parc a ainsi été redessinée avec de la lavande, des amandiers, cerisiers, du bambou, ou encore des pins noirs et chênes verts taillés en nuage, un bassin zen avec des nénuphars surmonté d'une lanterne traditionnelle offerte par la Ville de Kumamoto… L’eau serpente ensuite en cascades autour de roches calcaires jusqu’à l’île de la Tortue avec, en arrière-plan, une représentation du mont Komezuka (dans la préfecture de Kumamoto).

## Représentations
La scène (le butaï) est gérée par la Ville d'Aix-en-Provence et régulièrement utilisée pour accueillir des manifestations culturelles traditionnelles. 
Juin 2008: la pièce Atsumori de l'écrivain et acteur Zeami y est créée; mise en scène d'Alexandre Ferran.
En 2010, le ballet contemporain Dojyoji +, du chorégraphe Yasuyuki Endo, est créé sur la scène nô d'Aix.
En septembre 2022, un stage nô est organisé, faisant intervenir Maître Ryoichi Kano (Bien Culturel Immatériel Important du Théâtre Nô) et plusieurs autres acteurs et musiciens professionnels.
Le même mois, un spectacle de calligraphie et une cérémonie du thé y sont donnés par Maître Yamada (maître de thé de style Enshuryu et céramiste) et l’artiste calligraphe sumi-é (dessin à l’encre noire) SCARA.

## Autour du théâtre
Depuis 1992, le don de ce théâtre nô a progressivement appelé des collaborations culturelles, sportives et économiques entre les deux villes et régions. 
Depuis 2008, des Rencontres franco-japonaises de la coopération décentralisée sont organisées tous les deux ans alternativement en France et au Japon. Après Kumamoto en 2018, et un report dû à la crise de Covid-19, Aix-en-Provence a accueilli des élus et représentants de plus de 30 collectivités territoriales japonaises et françaises en 2022 pour la 7e édition.
Le ministre des Affaires étrangères du Japon a attribué en août 2023 un Certificat d’honneur à Aix-en-Provence « en remerciement des longues années d’amitié que votre ville entretient avec notre pays ». La Ville figure ainsi au palmarès des 5 structures ou personnalités distinguées en 2023 pour leur action en faveur de la promotion de la culture japonaise en France.

## Pages externes
- Brochure de la Ville d'Aix-en-Provence sur le théâtre Nô.